# Laura Valente
Laura Valente, nom de scène de Laura Bortolotti (née  à Milan le 3 septembre 1963) est une chanteuse et musicienne italienne.

## Biographie
Après avoir remporté un concours de composition avec une chanson sur une jeune victime de toxicomanie lorsqu'elle était adolescente, elle  collabore avec Gianni Bella sur son album GB 2 (1984), ce qui lui  permet d'obtenir un premier contrat d'enregistrement.
En 1985, elle  rencontre le chanteur Mango avec lequel elle commence un partenariat de musique et de vie. Laura Valente participe aux albums de Mango Australia (1985), Odissea (1986), Inseguendo l'aquila (1988) et Sirtaki (1990) qui produit son premier album studio Tempo di Blues (1986) 
En 1990, elle remplace Antonella Ruggiero en tant que chanteuse du  groupe Matia Bazar ; son premier album avec le groupe est Anime Pigre (1991), marquant le passage à un style rock plus moderne et participe avec  Matia Bazar au Sanremo Music Festival en 1992 (avec Piccoli Giganti, classé n ° 6) et 1993 (avec Dedicato a te, classé n ° 4) , Dove le canzoni si avverano (1993).
Après la mort du bassiste et compositeur principal de Matia Bazar, Aldo Stellita, en 1998, elle  décide de quitter le groupe pour se concentrer sur sa famille.
Au cours des années 2000, Laura Valente collabore avec son mari  Mango, notamment en duo avec lui sur la chanson Chissà se nevica le 1er mars 2007 lors de la troisième nuit du Festival de Sanremo .
Elle a également été active dans plusieurs productions théâtrales ,.

## Vie privée
Valente était la partenaire de l'auteur-compositeur-interprète Mango depuis 1985. Ils se sont mariés de 2004 à sa mort en 2014; leurs enfants Filippo (né en 1995) et Angelina (née en 2001) sont également dans le milieu de la musique et ont collaboré à plusieurs reprises avec leurs parents,.

## Discographie

### Solo
- Tempo di Blues (1986)

### Avec Matia Bazar
- Anime pigre (1991)
- Dove le canzoni si avverano (1993)
- Radiomatia (1995)
- Benvenuti a Sausalito (1997)